# Helbedündorf
Helbedündorf – miejscowość i gmina w Niemczech, w kraju związkowym Turyngia, w powiecie Kyffhäuser.